# Conciliul de la Pisa (1409)

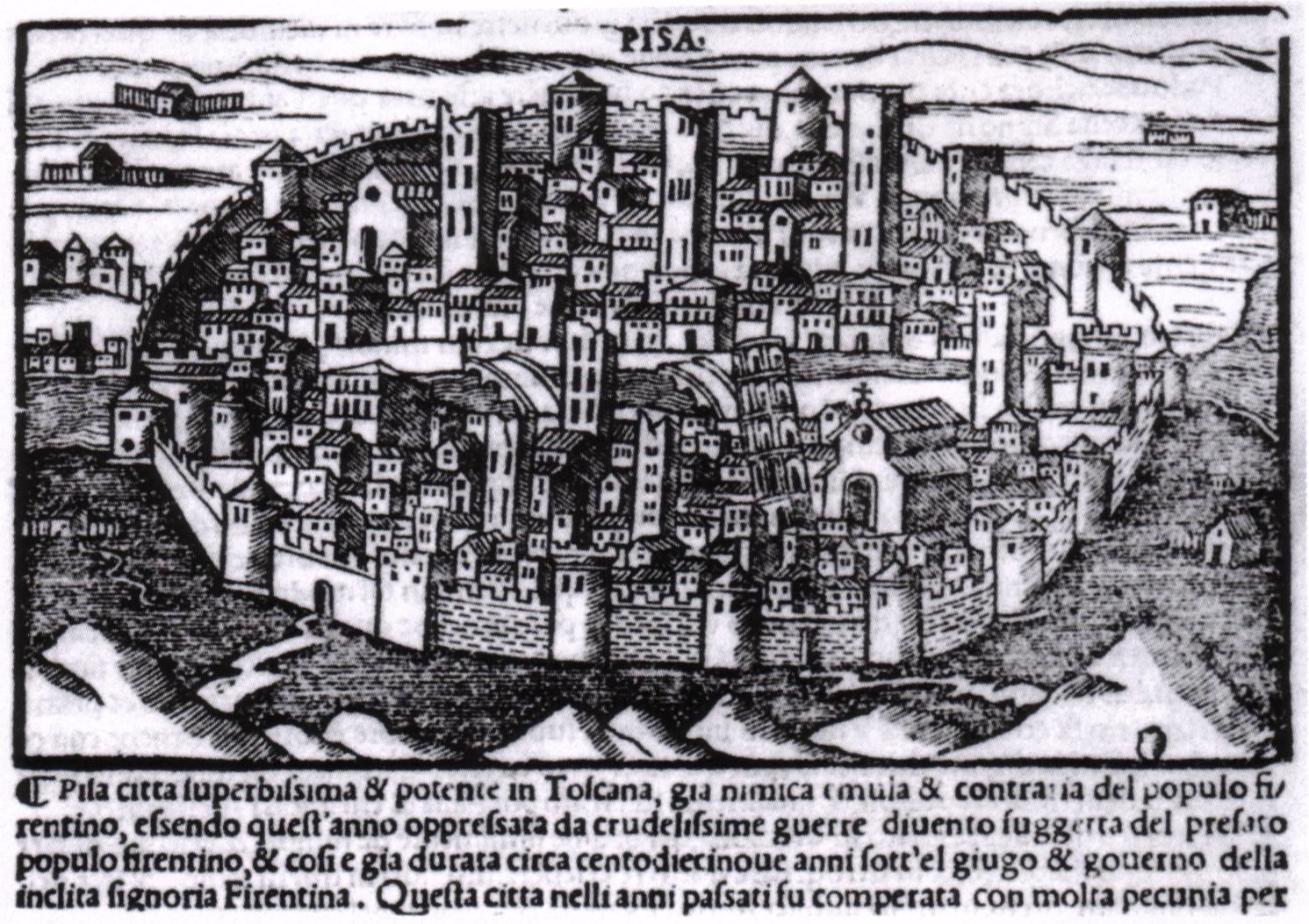
Pisa, locul primei încercări de a pune capăt Marii Schisme.

Conciliul de la Pisa a fost convocat în 1409 pentru a încerca să rezolve problema serioasă a marii schisme occidentale.

## Contextul
Începând cu 1378, doi papi rivali se află în fruntea creștinismului. Cea din Roma are sprijinul Italiei de Nord, Angliei, Germaniei, Poloniei și Ungariei. În spatele adversarului său, cu sediul în Avignon, se află Franța, Scoția, Castilia, Aragon, Portugalia, regatul Siciliei, Savoia și regatul Ciprului.
În 1394, Philippe le Hardi, duce al Burgundiei și adevărat stăpân al Franței (Charles al VI-lea a înnebunit), a cerut Universității din Paris să-l sfătuiască despre cum să încheie schisma. Aceasta prezintă trei soluții:  modul de compromis  (lăsați papii să pună capăt schismei în sine),  modul de cedare  (trebuie să fie obligați să abdice simultan și apoi să fie ales un alt papă) și reunirea unui consiliu care ar încerca să rezolve el însuși problema.
Philippe le Hardi a luat pentru prima dată o poziție pentru  modul de cedare . În 1398, la un consiliu ținut la Paris, episcopii francezi au decis să retragă Papei de la Avignon fondurile provenite din profiturile și veniturile ecleziastice pentru a-l forța să demisioneze. Numai autoritatea spirituală îi este recunoscută. Sărăcit, asediat în orașul său, Avignon, papa Benedict al XIII-lea a reușit să se mențină. În 1403, a reușit să se refugieze în Provența, unde a fost primit de către Ludovic al II-lea de Anjou, ostil schimbărilor făcute la consiliul ținut la Paris. Față de eșecul acestei politici, Consiliul Regelui Franței i-a înapoiat-o în 1403.

## Derulare

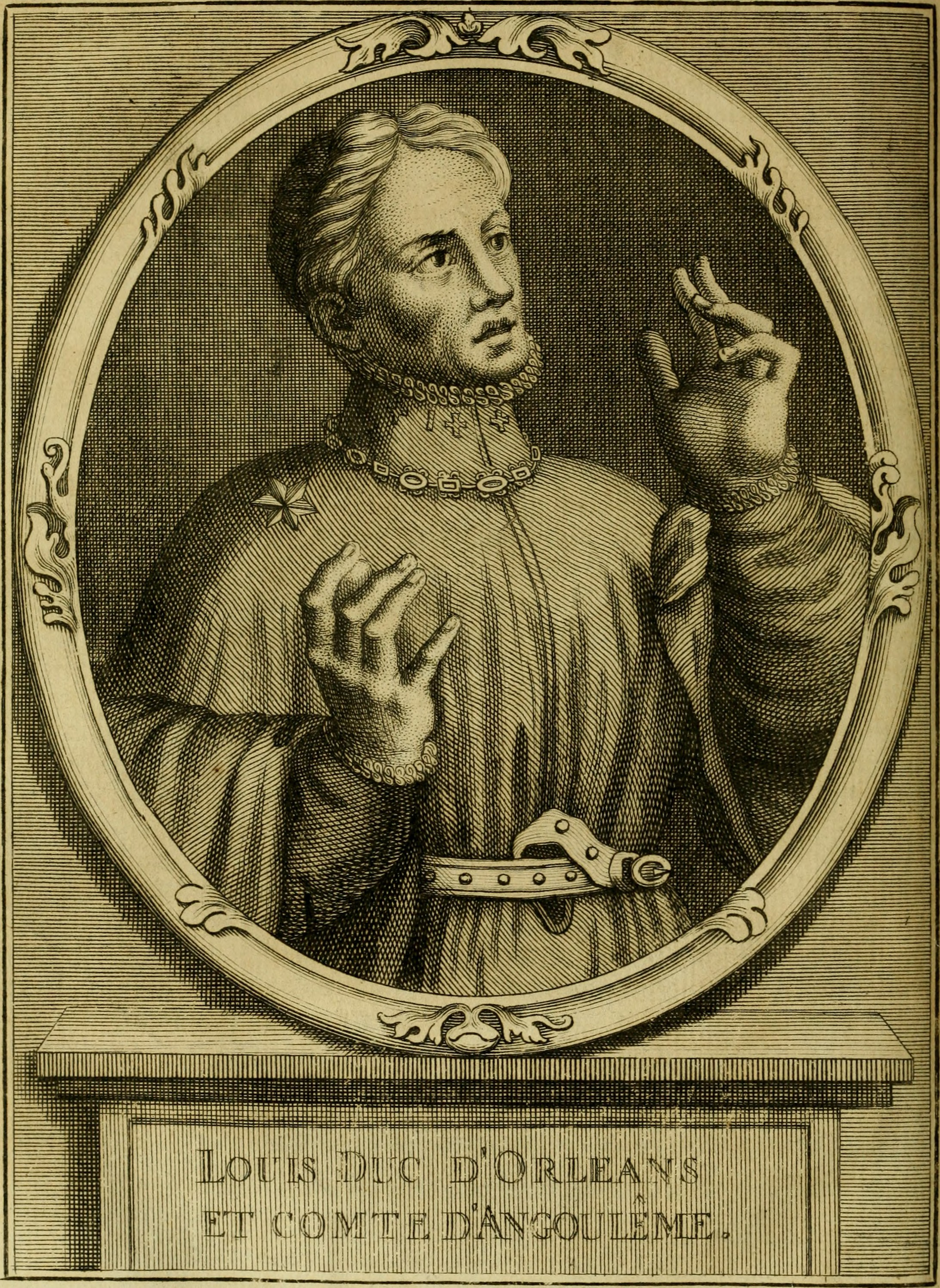
Istoria Consiliului din Pisa - și ceea ce a fost cel mai memorabil de la acest Consiliu până la Consiliul de la Konstanz, J. Lenfant, C. Mathey, P. Filloeul,1731.

Odată cu trecerea anilor, ne dăm seama că doar organizarea unui consiliu, a treia soluție prevăzută de Universitatea din Paris, poate pune capăt schismei. Adunați la Livorno în iunie 1408, opt cardinali ai Papei de la Roma și cinci ai Antipapei de la Avignon au decis să convoace un nou consiliu  la Pisa pentru martie 1409. Consiliul din Pisa reunește 24 de cardinali (paisprezece ai Papei de la Roma și zece ai Antipapei de la Avignon), 300 de înalți prelați și ambasadori din toate părțile creștinismului.
La acea vreme, Benedict al XIII-lea era încă papa din Avignon; Grigore al XII-lea a fost papa de la Roma din 1406. Cei doi pontifi sunt de acord asupra unui singur lucru: Consiliul de la Pisa este ilegal.
Douăzeci și patru de cardinali participă la această încercare de a pune capăt schismei, inclusiv paisprezece cardinali romani și zece din Avignon.
Pentru Roma, sunt prezenți Enrico Minutoli, Antonio Caetani, Angelo d'Anna de Sommariva, Corrado Caraccioli, Francesco Uguccione, Giordano Orsini, Giovanni Migliorati, Pietro Filargo, Antonio Calvi, Landolfo Maramaldo, Rinaldo Brancaccio, Baldassare Cossa, Oddone Colonna și Pietro Stefaneschi.
Avignon este reprezentat de Gui de Malsec, Niccolò Brancaccio, Jean Allarmet de Brogny, Pierre Girard, Pierre de Thury, Pedro Fernández de Frías, Amédée de Saluces, Pierre Blain, Louis de Bar și Antoine de Challant.
Părinții concili se întâlnesc din martie până în august. Decretează măsuri radicale. Aceștia îi acuză pe cei doi papi de erezie și vrăjitorie și îi cheamă să apară în fața lor. Aceștia, abandonați de majoritatea cardinalilor și refugiați, unul în Aragon și celălalt în regiunea Napoli, refuză să plece la Pisa. Prin urmare, consiliul hotărăște să-i destituie și, întruniți în conclav, îl alege ca Papă pe Arhiepiscopul din Milano, grecul „Petros Filargis”, care ia numele de Alexandru al V-lea.

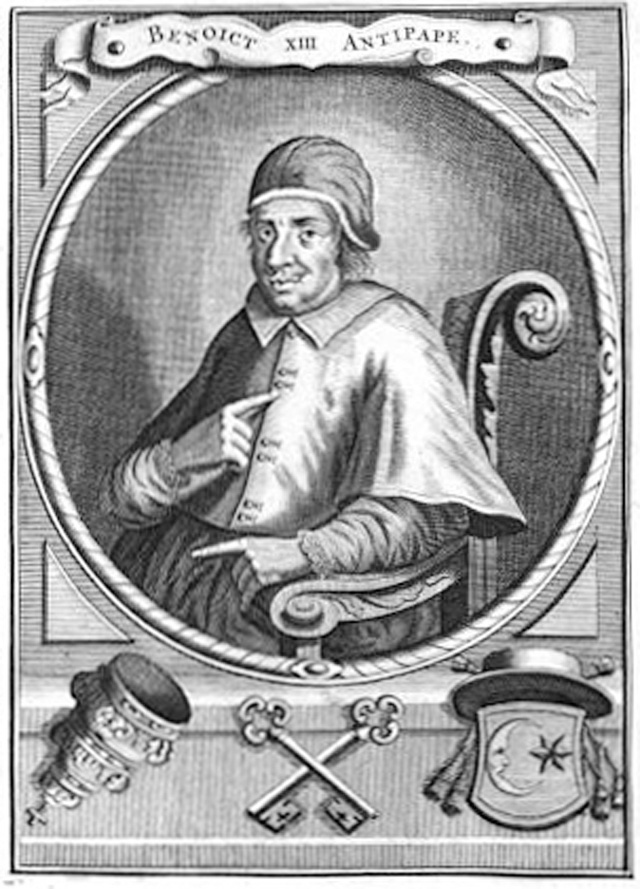
Benedict al XIII-lea, papa de la Avignon.
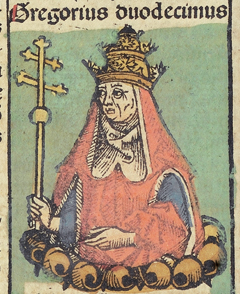
Grigore al XII-lea, papa de la Roma.
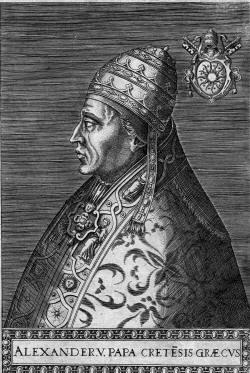
Alexandru al V-lea, primul papă de la Pisa.
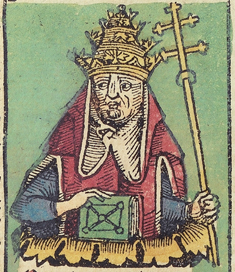
Ioan al XXIII-lea, al doilea papă de la Pisa.

## Urmări
Consiliul din Pisa nu a reușit decât să agraveze situația, deoarece acum există trei papi în loc de doi pe tronul Sfântului Petru. Benedict al XIII-lea, Papa din Avignon, are în spatele său Spania, Portugalia, Franța și Scoția. Grigore al XII-lea, Papa al Romei, păstrează pentru sine Sudul Italiei și o parte a Germaniei. Tot restul creștinismului se află în spatele Papei din Pisa, Alexandru al V-lea.
La 3 mai 1410, Alexandru al V-lea a murit la Roma. Cardinalii de la Pisa au decis să continue aventura, iar conclavul prezidat de cardinalul Jean Allarmet de Brogny l-a ales pe Cossa la 17 mai. El a fost  hirotonit preot câteva zile mai târziu și încoronat în 25 mai sub numele de Ioan al XXIII-lea. El a luat partea lui Sigismund de Luxemburg în timpul alegerilor imperiale care au avut loc în același an.
Va trebui să aibă loc Conciliul de la Konstanz, întrunit în 1414 pentru ca problema Marii Schisme să fie soluționată.